# Державна мова
Держа́вна мо́ва — правовий статус мови, вживання якої обов'язкове в офіційних документах та загалом у публічних сферах суспільного життя в державі (законодавство, управління, судочинство, освіта тощо).
Державна мова постає як мова національності, яка самовизначилася в певній державі. Вживання державної мови закріплюється традицією або законодавством.
Термін державна мова з'явився у часи виникнення національних держав.
Статус державної (офіційної) мови в багатонаціональних країнах, закріплюється законодавчо (конституцією) як правило, за мовою більшості населення. З іншого боку, у деяких країнах статус державних надано двом і більше мовам незалежно від чисельності мовних меншин.
У деяких країнах відповідно до їхнього територіально-етнічного складу статус державних надано двом і більше мовам (наприклад, у Канаді — англійській та французькій).
У демократичних країнах, де лише одна мова має статус державної, забороняється дискримінація громадян за мовною ознакою, носії інших мов мають право користуватися ними для задоволення своїх потреб.
Державна мова не є втручанням у приватний та інші мовні аспекти життя громадянина, що не є сферою державного офіційного спілкування.

## В Україні
В Україні державна мова закріплена Конституцією України, а саме ч. 1 ст. 10 Конституції, яка визначає, що
|  | Державною мовою в Україні є українська мова. |

Вживання мов в Україні детальніше регулювалося Законом Української РСР «Про мови в Українській РСР», який замінив Закон України «Про засади державної мовної політики» (визнаний неконституційним). Наразі ухвалений в другому читанні законопроєкт № 5670-д «Про забезпечення функціонування української мови як державної».

### Довідники
- Державна мова // Енциклопедія сучасної України / ред. кол.: І. М. Дзюба [та ін.] ; НАН України, НТШ. — К. : Інститут енциклопедичних досліджень НАН України, 2001–2025. — ISBN 966-02-2074-X.
- Державна мова // Мала енциклопедія етнодержавознавства / Інститут держави і права імені В. М. Корецького НАН України, Упорядник Ю. І. Римаренко [та ін.]. — Київ: Генеза, : Довіра, 1996. — С. 469. — ISBN 966-507-016-9, ISBN 966-504-001-4
- Маркусь В. Державна мова // Енциклопедія українознавства : Словникова частина : [в 11 т.] / Наукове товариство імені Шевченка ; гол. ред. проф., д-р Володимир Кубійович. — Париж — Нью-Йорк : Молоде життя, 1957. — Кн. 2, [т. 2] : Голинський — Зернов. — С. 499-500. — ISBN 5-7707-4049-3.
- В. Кулик. Державна мова // Політична енциклопедія. Редкол.: Ю. Левенець (голова), Ю. Шаповал (заст. голови) та ін. — К.: Парламентське видавництво, 2011. — с. 201—202. — ISBN 978-966-611-818-2
- Шевченко О. П., Плотницька І. М. Державна мова // Енциклопедія державного управління: у 8 т. — Т. 1 : Теорія державного управління / наук.-ред. колегія: В. М. Князєв (співголова), І. В. Розпутенко (співголова) та ін. / Нац. акад. держ. упр. при Президентові України ; наук.-ред. колегія: Ю. В. Ковбасюк (голова) та ін. — К.: НАДУ, 2011. — С. 148—150. — ISBN 978-966-619-286-1
- Державна мова [Архівовано 29 липня 2016 у Wayback Machine.] // Юридична енциклопедія : [у 6 т.] / ред. кол.: Ю. С. Шемшученко (відп. ред.) [та ін.]. — К. : Українська енциклопедія ім. М. П. Бажана, 1998. — Т. 2 : Д — Й. — 744 с. — ISBN 966-7492-00-8.
- Державна мова // Історія держави і права зарубіжних країн: універсальний довідник / В. Д. Яремчук. — Львів: Вид. «БОНА», 2015. — С. 97. — ISBN 978-966-2626-37-7

### Словники
- Мова: Державна мова // Українська мова. Короткий тлумачний словник лінгвістичних термінів / За ред. С. Я. Єрмоленко. — К.: Либідь, 2001. — С. 91. — ISBN 966-06-0177-8